# Kittanakere, Hassan
Kittanakere là một làng thuộc tehsil Hassan, huyện Hassan, bang Karnataka, Ấn Độ.